# Доходный дом Оболенского-Нелединского
Доходный дом князя В. С. Оболе́нского-Неле́динского (Е. П. Кудря́вцевой) — историческое здание в центре Москвы, построенное по заказу князя В. С. Оболенского-Нелединского под руководством архитектора Льва Кекушева .
Особняк в стиле модерн был построен на западном участке бывшего имения купца Д. П. Плетнева, расположенного напротив Варсонофьевского монастыря. В 1820-х владение было поделено на три части и распродано. В 1890-х земли выкупил князь Оболенский-Нелединский, по его заказу предыдущая застройка была снесена и возведён трёхкорпусный доходный дом. Здание вдоль красной линии переулка спроектировал Лев Кекушев, впервые используя приёмы, в дальнейшем сформировавшие узнаваемый авторский стиль: плоскую многослойную аппликацию, светотеневые решения и орнаменты.
Сразу после окончания строительства здание было продано почётной гражданке Москвы Екатерине Павловне Кудрявцевой и оставалось в её собственности до революции 1917 года. Дом принадлежал к элитному жилью: внутренние помещения были отделаны дорогими материалами и декорированы лепниной, в квартирах установлены камины. Нанимателями квартир в разное время были композитор Александр Скрябин и Иван Жолтовский.
В 1990-х была проведена капитальная реконструкция здания.